# Емма Бантон
Емма Бантон (англ. Emma Lee Bunton, *21 січня 1976) — англійська поп-співачка, відома як учасниця популярного гурту другої половини 1990-х років Spice Girls. Прізвисько — Baby Spice. Після розпаду гурту займається сольною кар'єрою.

## Біографія
Досягла популярності в середині 1990-х років як учасниця жіночого поп-гурту Spice Girls.
Після розпаду гурту в кінці 2000 року, зайнялась сольною кар'єрою. Її перший диск «A Girl Like Me» вийшов літом 2001 на студії «Virgin Records» і розійшовся тиражом у 750 тисяч копій. 18 грудня 2003 року вийшов другий сольний диск «Free Me», що мав широкий успіх у Великій Британії, Німеччині, Італії, Нідерландах, Польщі та Японії у був проданий тиражом у 2,3 млн копій. На підтримку диска у 2004 році у пройшли сольні концерти в Європі, США та в Азії. 1 грудня 2006 року вийшов третій сольний диск під назвою «Life In Mono» (тираж — 500 тис. копій).
В серпні 2007 року у співачки народився син, якого назвали Бо Лі Джонс (англ. Beau Lee Jones). 6 травня 2011 року Бантон народила сина, якого назвали Tate.
У 2008 році була суддею у шоу X-Factor. У 2010 році була ведучою шоу талантів «Don't Stop Believing» у Великій Британії. В 2010—2012 роках — суддя британського шоу «Танці на льоді».
12 серпня 2012 року та інші учасниці гурту виступили разом на закритті Олімпійських ігор в Лондоні. 11 листопада 2012 року вийшов спільний сингл Мелані Сі та Емми «I Know Him So Well» для нового альбому Мелані Stages.
З 2009 року працює діджеєм британської радіостанції Heart.

## Дискографія
В дужках вказана найвища сходинка того чи іншого альбому в хіт-параді Об'єднаного Королівства.
- 2001 — A Girl Like Me (#4)
- 2004 — Free Me (#7)
- 2006 — Life In Mono (#65)